# سیمینه‌رود (استان همدان)
سیمینه‌رود در بخش مرکزی استان همدان از مجموعه رودخانه‌هایی می‌باشند، و از دره‌های شمالی الوند و ارتفاعات شمال و شرق شهرستان همدان سرازیر می‌گردند، تشکیل شده است. این رود به طرف جنوب شرقی منحرف و در انتهای جنوب شرقی این شهرستان به رود قره‌چای منتهی می‌گردد. کلیهٔ رودخانه‌های شمالی و جنوب و شرقی شهرستان همدان به این رود منتهی می‌شود. این رود در مسیر خود از صالح آباد به لالجین عبور کرده و در حوالی روستای لتگاه با رودخانه دیگری یکی می‌شود. 